# Bokser (pas)
Nemački bokser je nastao ukrštanjem bulenbeisera i starog engleskog buldoga, sredinom 19. veka u Nemačkoj. Bokser je danas popularna rasa u celom svetu, pa i kod nas. Službeni pas sa dva varijeteta (tigrasti i žuti), karakteristične glave i gubice, atletskog korpusa, borben, hrabar i temperamentan, ali i izuzetno dobrog karaktera, naročito prema ukućanima i posebno privržen deci, nemački bokser definitivno se uvukao u srca mnogim kinolozima, tzv. bokserašima.

## Nastanak
Nastanak nemačkog boksera vezuje se za sredinu 19. veka. Ukrštanjem tadašnjih pasa, bulenbeisera i starog engleskog buldoga, koji je bio viši i okretniji od današnjeg, kao i daljom selekcijom, dobijen je - bokser. Zapravo, bulenbeiseri su bili veliki molosoidni psi, ogromne snage, velike srčanosti i izuzetno široke i jake čeljusti. Korišćeni su u lovu na medvede i divlje svinje tako što bi divljač hvatali i držali sve dok lovac ne bi stigao i dokrajčio je. Međutim, sa usavršavanjem vatrenog oružja potreba za takvim psima vremenom je opadala i bulenbeiseri su izumirali u svom prvobitnom obliku.
Uporedo, dakle sa nestankom bulenbeisera sa svetske kinološke scene prošlog veka, u Nemačkoj se stvara pas koji je manje krvoločan, lakši za rad i druželjubiviji, stvara se selekcijom - nemački bokser. Zvanično, rasa je utemeljena 1895. godine jer je tada Bokser klub iz Minhena promovisao rasu i doneo standard iste. Znači, današnji bokser je stvoren pre oko 150 godina, a zvanično je priznat pre više od 110 godina. Pojedini poznavaoci pasa tvrde da je nemački bokser je savršenstvo linija i oblika. Počevši od tela jednog atlete do prelepe izražajne glave sa koje se, u svakom trenutku, može „pročitati“ njegovo raspoloženje, gotovo kao i sa ljudskog lica.

## Linija i oblik
Nemački bokser je srednje veliki pas. Mužjak boksera je visok u grebenu 57-63 centimetara i težak je između 30 i 35 kilograma. Ženke su manje i lakše: u grebenu one su visoke 53-59 centimetara, a teške su 25-30 kilograma.
Glava treba da ima relativno uzanu lobanju sa jakim čeonim prelazom (stopom), a odnos čela i nosnika treba da je u srazmeri dva prema jedan. Kod nemačkog boksera poželjno je da gubica bude puna i dobro izražena u sve tri dimenzije. Pas je predgrizač, što znači da mu je donja vilica duža od gornje. Međutim, zubi se ne smeju videti kada su psu usta zatvorena. Donja vilica treba da je dobro zaobljena, a sekutići između očnjaka u donjoj i gornjoj vilici što šire razmaknuti. Maska oko njuške i očiju treba da je što tamnija.
Kada je reč o ušima, kod onih koje su kupirane, treba da su visoko nasađene i pas ih mora nositi uspravno. Kod nekupiranih ušiju one su preklopljene u bazi i priljubljene uz obraze. Takozvano "ružino uvo" (kao kod buldoga) kod nemačkog boksera predstavlja manu.
Oči nemačkog boksera su krupne i tamne; svetle, sitne i kose oči su kod ove rase mana. Telo boksera treba da je kvadratično (posmatrano u odnosu visina - dužina). To su psi jakog kostura, a grudi dosežu do laktova prednjih nogu. Stomak je pripijen sa lepo zasvođenim rebrima. Telo je, gledano u celini, mišićavo i kompaktno.
Leđa su ravna i čvrsta, dok su ulegnuta ili šaranasta mana. Rep se skraćuje i poželjno je da ga pas nosi uspravno (sada je kupiranje repa i ušiju kod boksera zabranjeno, na žalost mnogih ljubitelja i odgajivača ove rase).
Dlaka je kratka, tvrda, gusta i dobro prileže uz kožu. Dlaka kod boksera može biti od žute do jelenje crvene kod jednobojnih, a od zlatno tigraste do crvenotigraste kod tigrastih pasa. Bokser ne sme imati više od jedne trećine tela pokriveno belinama i to, uglavnom, po grudima i šapama. Dozvoljene su i beline po vratu i bele lise na glavi.
Beli bokseri su nepoželjni u uzgoju i pravi odgajivači te plemenite rase takvu štenad odmah nakon štenjenja podvrgavaju eutanaziji. Strogo se vode i evidencije mužjaka i ženki koji su skloni davanju većeg broja belih štenaca i takvi psi se sklanjaju iz uzgoja. 
Nemački bokser traži dosta pokreta i podesan je za ljude koji vole fizičke aktivnosti i duge šetnje u prirodi. Pošto kinolozi tvrde da savršen bokser još ne postoji, oni teže daljem usavršavanju rase, kako u eksterijeru tako i u karakteru. No, ukoliko se i dođe do "idealnog psa", standard će se opet morati menjati pošto napori da se dobije još savršeniji pas, zapravo, nemaju granicu. U svakom slučaju, te napore odgajivača treba pozdraviti jer su oni usmereni pre svega ka poboljšanju rase.

## Vrhunski primerci
Što se tiče vrhunskih primeraka nemačkih boksera (ako su pobede na „specijalkama“ merilo, a ne razne lokalne izložbe), treba reći da nemački odgajivači ne vode više glavnu reč u Evropi. Naime, najveće uspehe na specijalkama nemačkih boksera sada postižu odgajivači iz zemalja poput Italije, Belgije, Holandije i Francuske.
U cilju dobijanja što tipičnijeg psa u eksterijeru, karakteru i opštoj upotrebljivosti (službeni pas), uzgajivači iz Nemačke su uveli uzgojni pregled na kojem komisija stručnjaka, koju određuje njihov Bokser klub, daje uzgojne dozvole i kontroliše polaganje ispita u radu. Da bi se napravila što bolja selekcija i izdvojili stvarno izuzetni primerci, uvedena je još stroža selekcija - tzv. korung. Psi koji prođu tu selekciju to moraju da ponove i kroz dve godine što zapravo znači da se prati kakvo potomstvo daju ti psi i ukoliko se ustanovi da daju više od 15 odsto nekompletne štenadi (beli, zečja usna, kriptohridi, monohridi i sl) takvi psi gube korung i sklanjaju se iz uzgoja.
U Nemačkoj titulu godišnjeg pobednika mogu dobiti samo psi iz koring klase. Tako se i dešava da psi iz drugih zemalja, koji samo jednom prođu korung, a koji priznaje i Nemačka, osvajaju titule jer se u tim zemljama jednom dobijeni korung ne gubi, što znači da se tamo, ipak, ne vodi toliko stroga kontrola o procentu škarta koji takvi psi daju. Zato, iako nemački odgajivači trenutno gube na izložbama, oni veoma ozbiljno rade na genetskom unapređenju rase.